# Lothar Budach
Lothar Budach (né le 14 novembre 1935 à Berlin, où il est mort le 15 juillet 2007) est un mathématicien (algébriste) et informaticien allemand.

## Biographie
Budach fait des études de mathématiques de 1954 à 1959 à l'Université Humboldt de Berlin avec entre autres Heinrich Grell et Hans Reichardt ; il y obtient son doctorat en 1962 (Quotalringe und ihre Anwendungen) et son habilitation en 1963 (Erweiterungstheorie  Grellscher Präschemata). Il est ensuite dozent et, à partir de 1969, professeur à l'Université Humboldt, et directeur du groupe de recherche en algèbre à l'Institut de mathématiques pures de l'Académie des sciences de la RDA (DAW).
De 1974 à 1977, Boudach est directeur de recherche en mathématiques à l'Université Humboldt. Il effectue des séjours de recherche notamment au Banach Center de Varsovie, au centre de calcul de l'Académie des sciences de Russie, chez IBM à Yorktown Heights et à l'Institut des hautes études scientifiques (IHES). À partir de 1977, il organise une série de conférences panallemandes appelée Fundamentals of Computation Theory. Les conférences continuent à avoir lieu tous les deux ans ; les actes sont publiées par Springer
Après la réunification allemande, Budach perd son poste de professeur ; il travaille de 1992 à 1994 au Fraunhofer Institute for Software and Systems Technology à Berlin. En 1994, il redevient professeur d'informatique, cette fois à l'Université de Potsdam. Il est également dozent à l'Institut Hasso-Plattner pour l'ingénierie des systèmes logiciels à Potsdam.

## Recherche
Les domaines de recherche de Budach sont l'algèbre commutative, la théorie des automates, la combinatoire, la conception de logiciels, la théorie de la complexité et de la calculabilité, la théorie des catégories.
Budach, tout en étant un chercheur en informatique théorique, travaillait également à la mise en œuvre pratique, par exemple dans la conception VLSI ou pour l'entreprise Carl Zeiss Jena.  
En 1975, Budach résout le problème du labyrinthe de Claude Shannon (1951) dans le sens négatif : il montre que pour toute "souris" de Shannon (que Shannon appelle "Thésée"), il existe un labyrinthe et un point de départ dans ce labyrinthe dans lequel la souris se perd, alors qu'il existe une sortie.

## Sociétés savantes
Budach est depuis 1969 membre correspondant, et depuis 1975 membre titulaire de l'Académie des sciences, où il dirige la classe de mathématiques de 1977 à 1990, et le département de recherche en mathématiques et informatique de 1986 à 1989. En 1973, Budach reçoit le prix national de la RDA pour la science et la technologie. Depuis 1998, il était membre de la Société Leibniz des sciences de Berlin.

## Publications (sélection)
- Lothar Budach, « Quotalringe und ihre Anwendungen », Mathematische Nachrichten, vol. 27, nos 1-2,‎ 1963, p. 29–66 (DOI 10.1002/mana.19630270104, lire en ligne, consulté le 11 août 2022).
- Lothar Budach, « Erweiterungstheorie der GRELLschen Präschemata : Meinem Lehrer Herrn Professor GRELL zum 60. Geburtstag », Mathematische Nachrichten, vol. 25, no 6,‎ 1963, p. 339–380 (DOI 10.1002/mana.19630250605, lire en ligne, consulté le 11 août 2022).
- Lothar Budach, Quotientenfunktoren und Erweiterungstheorie, Berlin, VEB Deutscher Verlag der Wissenschaften, coll. « Mathematische Forschungsberichte » (no 22), 1967, viii + 202 (zbMATH 0222.13008).
- Lothar Budach et Hans-Jürgen Hoehnke, Automaten und Funktoren, Berlin, Akademie-Verlag, coll. « Mathematische Lehrbücher und Monographien. II. Abteilung: Mathematische Monographien. » (no 35), 1975, xi + 383 (zbMATH 0363.18006).
- Lothar Budach et Rolf-Peter Holzapfel, Localisations and Grothendieck categories, Berlin, VEB Deutscher Verlag der Wissenschaften, coll. « Mathematische Monographien » (no 13), 1975, 217 p. (zbMATH 0354.18013).
- Lothar Budach, Bernd Graw, Christoph Meinel et Stephan Waack, Algebraic and topological properties of finite partially ordered sets, Leipzig, B. G. Teubner Verlagsgesellschaft, coll. « Teubner-Texte zur Mathematik » (no 109), 1988, 164 p. (zbMATH 0677.06001).